# Драматичен театър „Боян Дановски“
Драматичен театър „Боян Дановски“ се намира в град Перник. Носи името на българския театрален режисьор, педагог, театровед и драматург Боян Дановски.

## История
Общински драматичен театър е създаден през 1919 г., наричан тогава Работнически театър. Първият директор на театъра е Иван Пенчев и го ръководи до 1921 г. Пиесата, с която се слага началото на пернишкия театър, е „Златното руно“ от Станислав Пшибишевски. Първата театрална сграда е с варосани, иззидани с плет и измазани с кал стени. През сезон 1920 – 1921 г. почти цялата трупа е уволнена.
На дейността на театъра в Перник се отразяват почти всички политически събития в страната. По политически причини театърът е бил разпускан, уволнявани са артисти. През 1923 г. вратите му се затварят, а през 1925 г. постепенно се създават две трупи към читалища. Така раздвоен театралният живот в Перник протича до 1923 г. През 1935 г. се създава драматическа трупа, регистрирана в тогавашното министерство на просветата и призната от Съюза на артистите. Трупата е субсидирана от мината. Тогава се въвеждат абонаментни карти за миньорската публика и театърът започва да си създава истински художествен облик. През периода 1935 – 1943 г. на пернишка сцена гастролират големи актьори като Стоян Бъчваров и Кръстьо Сарафов и др. След построяването на Двореца на културата в него се настанява и театърът.
През годините пернишкият театър е получавал много награди от районни и национални прегледи, награди на Съюза на артистите, награди за драматизация, за режисура, за сценография. През театъра са минали почти всички известни български актьори.
Най-силният период на театъра е през годините, когато директор е Георги Русев (1977 – 1990).

## Съвременно състояние
Драматичен театър „Боян Дановски“ е репертоарен тип театър.
В наши дни пернишкият театър играе всеки месец също и на софийска сцена. Сред успехите му е участието в международния театрален фестивал „На брега“ (със строго селекционирани трупи и постановки, като Народния театър, московски театър, театър от Петербург) в Бургас, където показва продукцията „Трамвай Желание“. Театърът има покани за участие от няколко театъра извън България като този в Пирот и от други побратимени градове, както и от Петербург.
През 86-ия театрален сезон се поставя началото на ежегодните театрални награди „Феникс“.